# 류지 (가수)
류지(본명: 류지현, 1985년 ~ )는 대한민국의 드럼 연주자로 모던 록 밴드 브로콜리 너마저의 드럼, 보컬을 맡고 있다. 